# ヴィクトリアフォールズ
ヴィクトリアフォールズ (Victoria Falls) は、ジンバブエの都市。北マタベレランド州に属する。人口3万3千人（2012年）。ジンバブエの北西に位置し、ヴィクトリアの滝に隣接する。ザンベジ川をはさんでザンビアのリヴィングストン市と接する国境の町である。

## 概要
ヴィクトリアフォールズは、ヴィクトリアの滝の水力発電の開発のために1901年に開かれた。1905年にはヴィクトリアフォールズ橋が開通し、北のザンビアと連絡する交通の要衝となった。1930年代からはヴィクトリアの滝の観光ブームが始まり、街も経済ブームを経験した。1960年代まで続いたブームは1970年代にはローデシアの政治上の孤立によって一時沈滞したものの、ジンバブエの独立した1980年代からは再び観光ブームが始まり、現在でも世界中から多くの観光客が訪れる。ヴィクトリアの滝の観光の拠点となっており、ホテルが立ち並んでいる。また、ここからボツワナのチョベ国立公園は100kmほどしか離れていないため、ここからのツアーも催行されている。完全に観光による外貨に依存した経済を持つため、ジンバブエの経済崩壊時にも国内のほかの地域に比べてやや被害は軽く、治安も他地域よりは保たれていた。

## 地理
- ヴィクトリアの滝

## 交通
道路と鉄道が109km南東のワンゲや440km南東のブラワヨと連絡しており、またヴィクトリアフォールズ橋によってザンビアのリヴィングストン市と連絡している。街の18km南にはヴィクトリアフォールズ空港があり、ヨハネスブルグやナミビアとの航空便の連絡がある。

## 画像

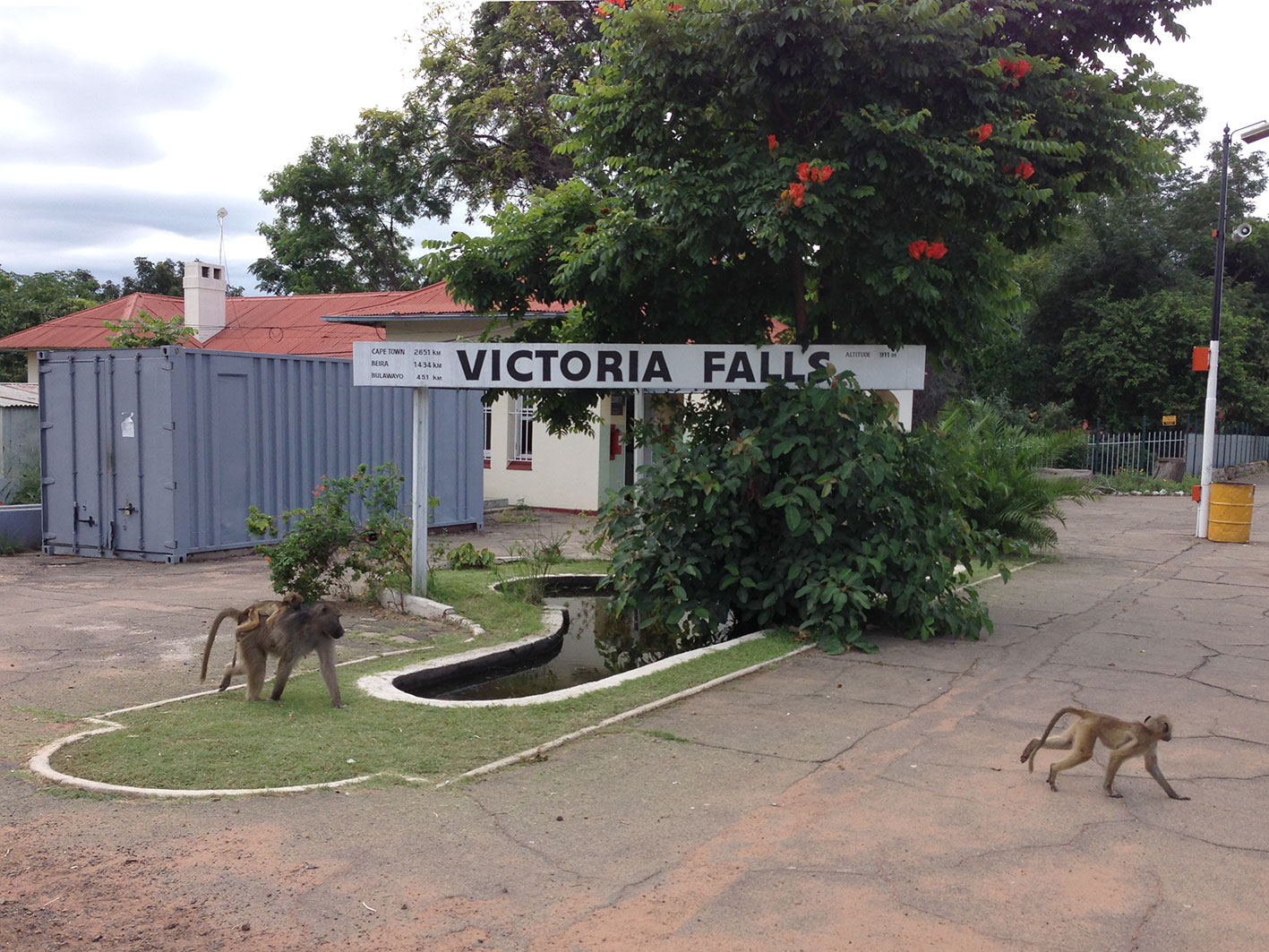
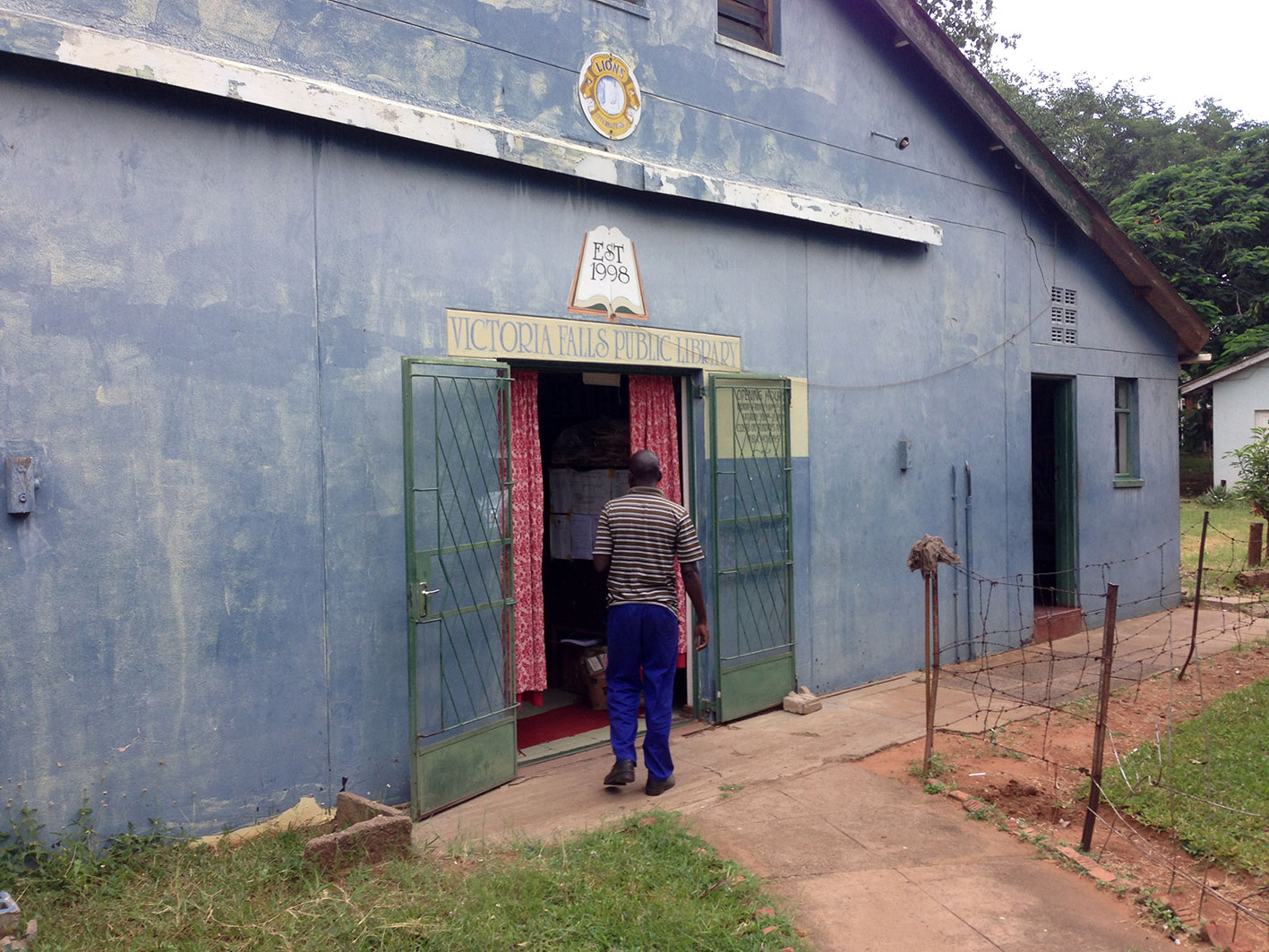
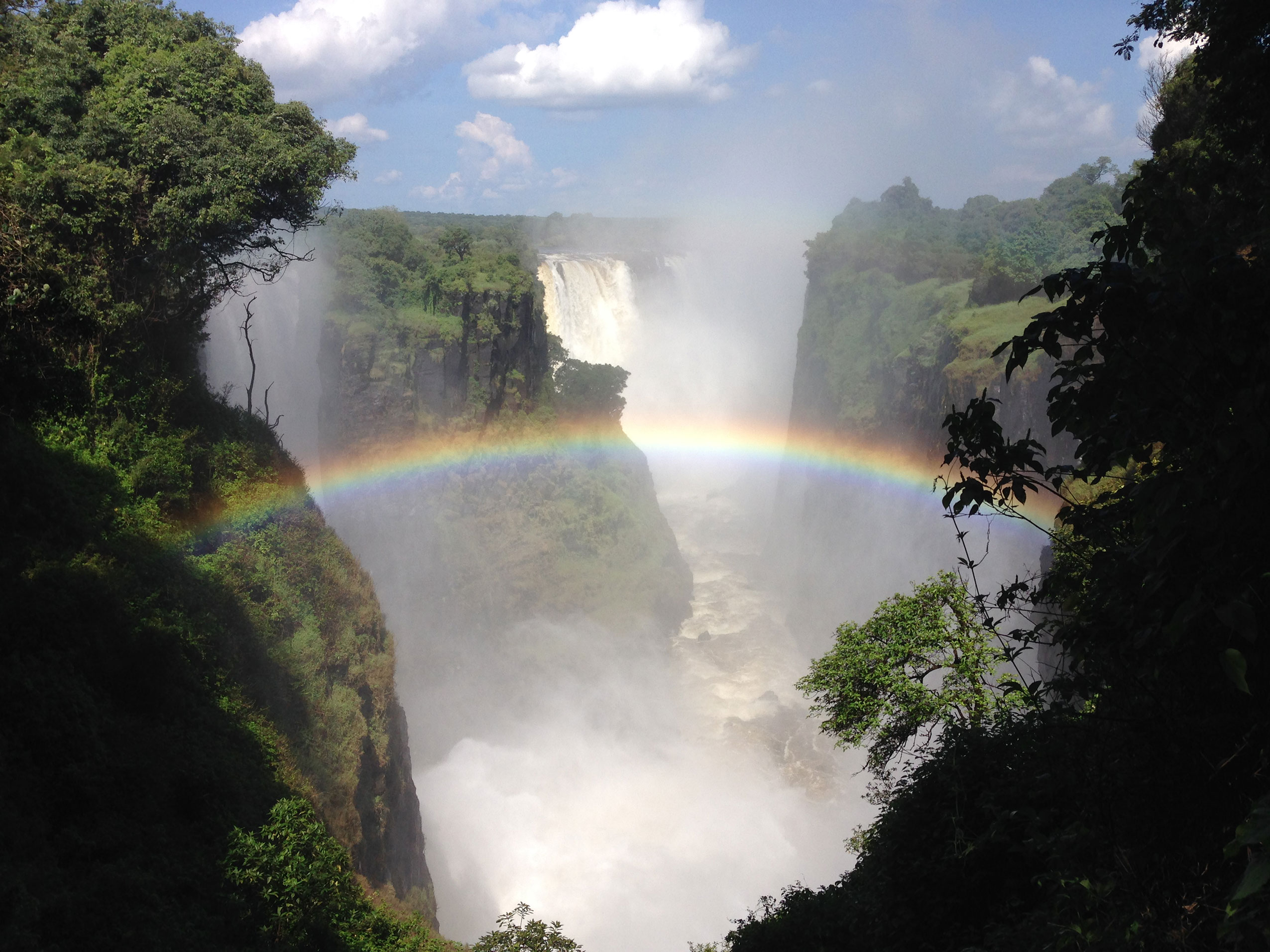